# والتر برايت
والتر برايت (بالإنجليزية: Walter Bright)‏ هو مبرمج حاسوب ومبتكر لغة البرمجة دي.

## سيرته الذاتية
والتر برايت هو مبتكر لغة البرمجة دي. كما برمج مترجمات للعديد من لغات البرمجة الأخرى، وهو يُعتبر خبيرا في عدة مجالات مرتبطة بتقنيات المترجمات. والتر يكتب بانتظام مقالات علمية حول المترجمات والبرمجة، كما كان مدونا في مجلة د.بوب.
تخرج برايت من معهد كاليفورنيا للتقنية في عام 1979 بدرجة بكالوريوس في الهندسة الميكانيكية.

## الإنجازات
- لغة البرمجة دي:
  - مترجم لغة دي من ديجيتال مارس.
  - مواصفات لغة البرمجة دي.
- مترجمات سي وسي++:
  - ديجيتال مارس سي++.
  - سيمانتيك سي++.
  - زورتش سي++
  - زورلاند سي.
  - داتالايت سي.

## وصلات خارجية
- صفحته الرئيسية.